# Cosmocephalus
Cosmocephalus ist eine Gattung der Rollschwänze mit zehn Arten. Sie sind Parasiten im Muskelmagen von Wasservögeln.

## Merkmale
Cosmocephalus hat die Merkmale der Acuariinae. Die strangartigen Ornamentierungen (Cordons) der Kopf-Kutikula weisen Verdickungen auf. Die an den Seiten nach hinten laufenden Cordons biegen zur Mitte um und laufenden dann, einen nach vorn gerichteten Bogen bildend, wieder zurück zur anderen Seite.

## Systematik
Das Interim Register of Marine and Nonmarine Genera listet folgende Arten:
- Cosmocephalus asturis Yorke & Maplestone, 1926
- Cosmocephalus australiensis Johnston & Mawson, 1952
- Cosmocephalus capellae Yamaguti, 1935
- Cosmocephalus diesingii Molin, 1858
- Cosmocephalus faridi Khalil, 1931
- Cosmocephalus firlottei Rao, 1951
- Cosmocephalus imperialis Morishita, 1930
- Cosmocephalus jaenschi Johnston & Mawson, 1941
- Cosmocephalus obvelatus (Creplin, 1825)
- Cosmocephalus tanakai Rodrigues & Vincente, 1963